# Formica sinae
Formica sinae är en myrart som beskrevs av Carlo Emery 1925. Formica sinae ingår i släktet Formica och familjen myror. Inga underarter finns listade i Catalogue of Life.